# Vargem (kommun i Brasilien, São Paulo)
Vargem är en kommun i Brasilien.   Den ligger i delstaten São Paulo, i den sydöstra delen av landet, 800 km söder om huvudstaden Brasília. Antalet invånare är 8 801. Arean är 143 kvadratkilometer.
Terrängen i Vargem är huvudsakligen kuperad, men söderut är den platt.
Omgivningarna runt Vargem är en mosaik av jordbruksmark och naturlig växtlighet. Runt Vargem är det ganska glesbefolkat, med 34 invånare per kvadratkilometer.